# Kiruna
Kiruna (em sueco:  Kiruna;  ouça a pronúncia) ou Quiruna é uma cidade da Suécia na província histórica da Lapônia no norte do país. 
Tem um caráter marcadamente influenciado pelas duas grandes minas de ferro de Luossavaara e Kiirunavaara, localizadas nos montes de Luossavaara e Kirunavaara, na proximidade da cidade. 
Possui 9,71 quilômetros quadrados. Segundo censo de 2021, tinha 17 513 habitantes. 

É a sede da comuna de Kiruna, pertencente ao condado de Norrbotten. 

## Etimologia e uso
O nome geográfico Kiruna foi introduzido em 1900, substituindo Luossavaara. A palavra sueca Kiruna, é uma suequização do finlandês Kiiruna, por sua vez uma finlandização do lapão Giron, uma abreviação do termo Gironvárri  ("montanha da perdiz branca"). No brasão da cidade, esta ave está representada junto ao símbolo do ferro. O ferro simboliza a indústria mineira, de vital importância para a economia da cidade.
Em textos em português é usada a forma original Kiruna.

## História

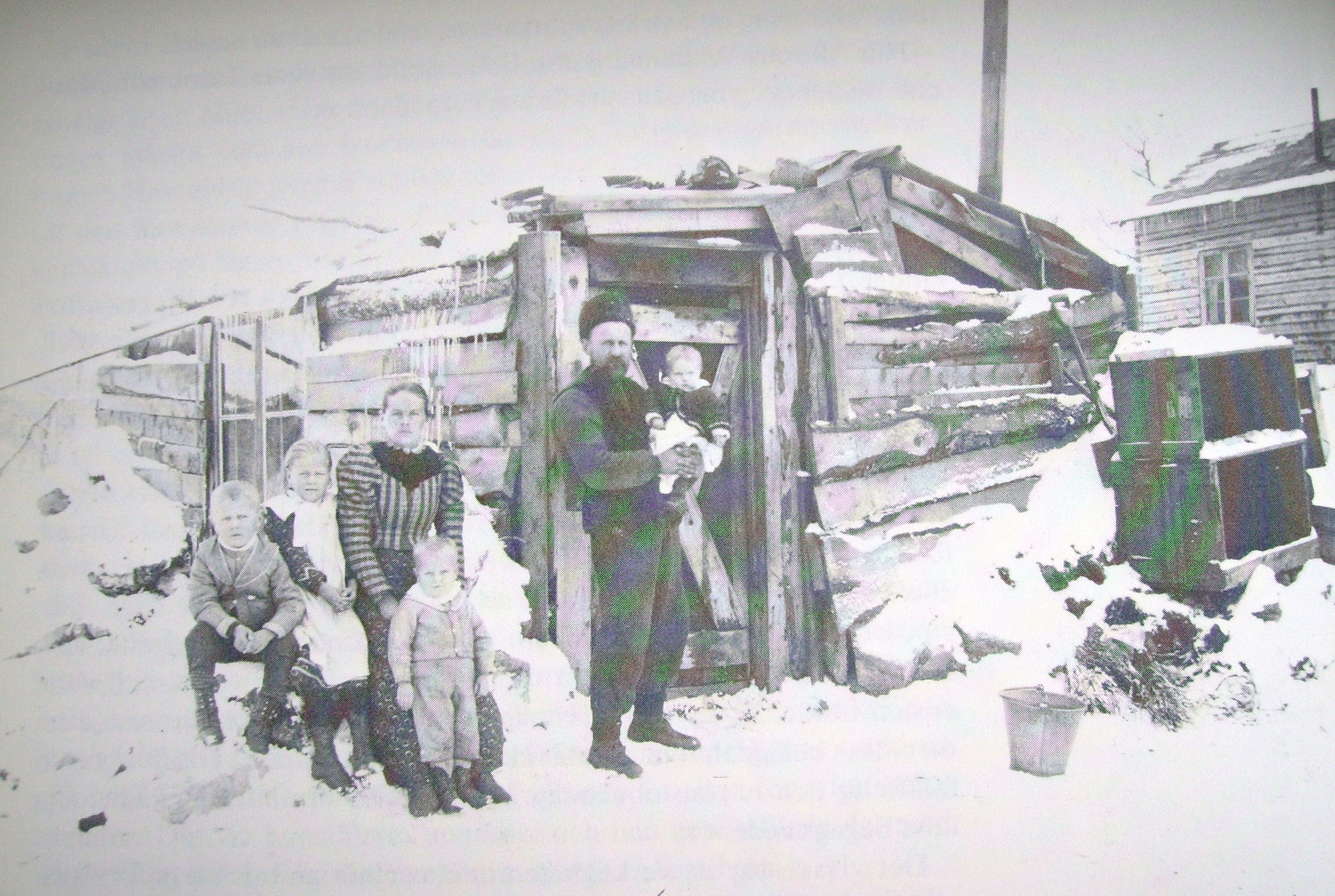
O primeiro habitante nascido em Kiruna, ao colo de seu pai.

A região de Kiruna foi habitada desde longa data por lapões e kväner (povo minoritário de língua finlandesa). A existência de ferro era já conhecida na altura, e foi confirmada no século XVIII pelas autoridades suecas. Com a construção de uma linha férrea em 1899, pôde começar a exploração mineira do ferro em escala industrial nas minas de  Kirunavaara e Luossavaara. Uma nova cidade foi então delineada pelo gerente de minas Hjalmar Lundbohm – autor de um plano de urbanização incluindo habitações, instituições sociais e obras de arte. Em 1900 a nova urbe recebeu o nome de Kiruna, um vocábulo prático e de fácil pronúncia.  

## Comunicações
A cidade de Kiruna é atravessada pela estrada europeia E10, ligando Luleå a Narvik e pela Linha do Minério (Malmbanan), ligando Luleå a Narvik. O Aeroporto de Kiruna fica a 9 km da cidade, e tem ligações com Umeå e Estocolmo.

## Economia
A estação espacial de lançamento de foguetes de Esrange - integrante da rede de contacto com satélites ESTRACK da Agência Espacial Europeia - está localizada a 45 km a leste da cidade de Kiruna, no norte da Suécia. 